# Руженцев, Дмитрий Семёнович

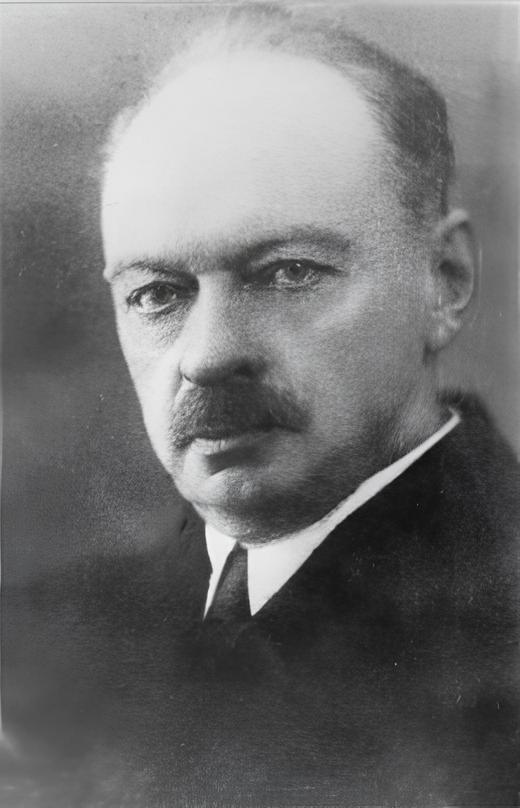

Дмитрий Семёнович Руженцев (21 марта 1880, Могилёвская губерния, Российская империя — 8 мая 1947, Ленинград, СССР) — российский и советский учёный в области ветеринарии. Известен своими работами по микробиологии и бактериологии, а также благодаря вкладу в развитие ветеринарной медицины и борьбу с инфекционными заболеваниями животных.

## Биография
Родился 21 марта 1880 года в семье священнослужителя. В 1900 году он окончил Могилёвскую духовную семинарию, а затем поступил в Варшавский ветеринарный институт, который окончил с отличием. В 1904 году он был назначен уездным ветеринарным врачом в Гурьевск Уральской области и стал совмещать эту работу с должностью заведующего бактериологической лабораторией.
Для усовершенствования знаний в бактериологии был направлен в Уральскую центральную бактериологическую лабораторию, а затем в лабораторию Ветеринарного Управления МВД Санкт-Петербурга. После окончания обучения он был назначен сверхштатным ветеринарным врачом при лаборатории и нёс обязанности ассистента при бактериологических курсах для ветеринарных врачей.
В 1908 году был направлен в Сибирь для изучения и борьбы с эпизоотией — вспышкой массового воспаления легких крупного рогатого скота. В течение трёх лет (1908—1910) он проводил исследования в Акмолинской, Тюменской, Тобольской и Томской губерниях, изучая болезнь и внедряя профилактические прививки против перипневмонии, которые были разработаны им самостоятельно. Его методы оказались эффективными в борьбе с этой болезнью — в некоторых районах Сибири перипневмония была полностью устранена, а в других — существенно ограничена.
По возвращении в Петербург представил Ветеринарному комитету подробный отчёт о своей работе, включая испытания культуры перипневмонии как специфического средства борьбы с воспалением лёгких крупного рогатого скота. Его экспериментальные и практические наблюдения были опубликованы в ветеринарных журналах. Руженцев предложил новую вакцину против перипневмонии и разработал новую методику её введения — инъекцию в хвостовую часть, которая оказалась более эффективной и приводила к меньшему отходу животных после прививок, чем ранее использовавшаяся культура перипневмонии Луи Пастера.
Осенью 1911 года Руженцевым были начаты исследования в области бактериологии и серовакцинации для лечения плевропневмонии у лошадей. Его научные труды вызвали интерес со стороны руководства МВД. Для дальнейшего профессионального роста он был отправлен на два года в командировку за границу для работы в Институте Пастера под руководством профессора И. И. Мечникова.
В сентябре 1914 года был призван на действительную военную службу и назначен старшим ветеринарным врачом артиллерийской бригады в Петербурге. Вскоре его отправили в Минск, чтобы бороться с эпизоотией повального воспаления легких. В мае 1916 года в Варшавском ветеринарном институте он защитил диссертацию на тему «Кишечная флора кроликов, питающихся морковью, и кроликов голодающих», получив степень магистра ветеринарных наук. Затем его назначили старшим ветеринарным врачом ветеринарного лазарета, где он заведовал заразным отделением и бактериологической лабораторией, а также преподавал частную патологию, терапию и эпизоотологию на фельдшерских курсах.
31 августа 1916 года был назначен заведующим ветеринарно-бактериологической лабораторией армии Западного фронта, которую он сам организовал в городе Смоленске в том же году. В феврале 1917 года Юрьевский ветеринарный институт присвоил ему звание приват-доцента, разрешив читать лекции в качестве приват-доцента института.
Руженцев проводил обширную работу по изучению сапа, разработал высококачественный маллеин и схему борьбы с этой болезнью, а также занимался разработкой методов бактериологической диагностики инфекционных болезней, исследованием кожного сырья на сибирскую язву и методикой постановки реакции преципитации.
В январе 1918 года был избран Исполнительным комитетом Западного фронта на должность заведующего ветеринарно-бактериологической лабораторией. Позднее назначен начальником Центральной ветеринарной лаборатории Главного Военно-ветеринарного управления.

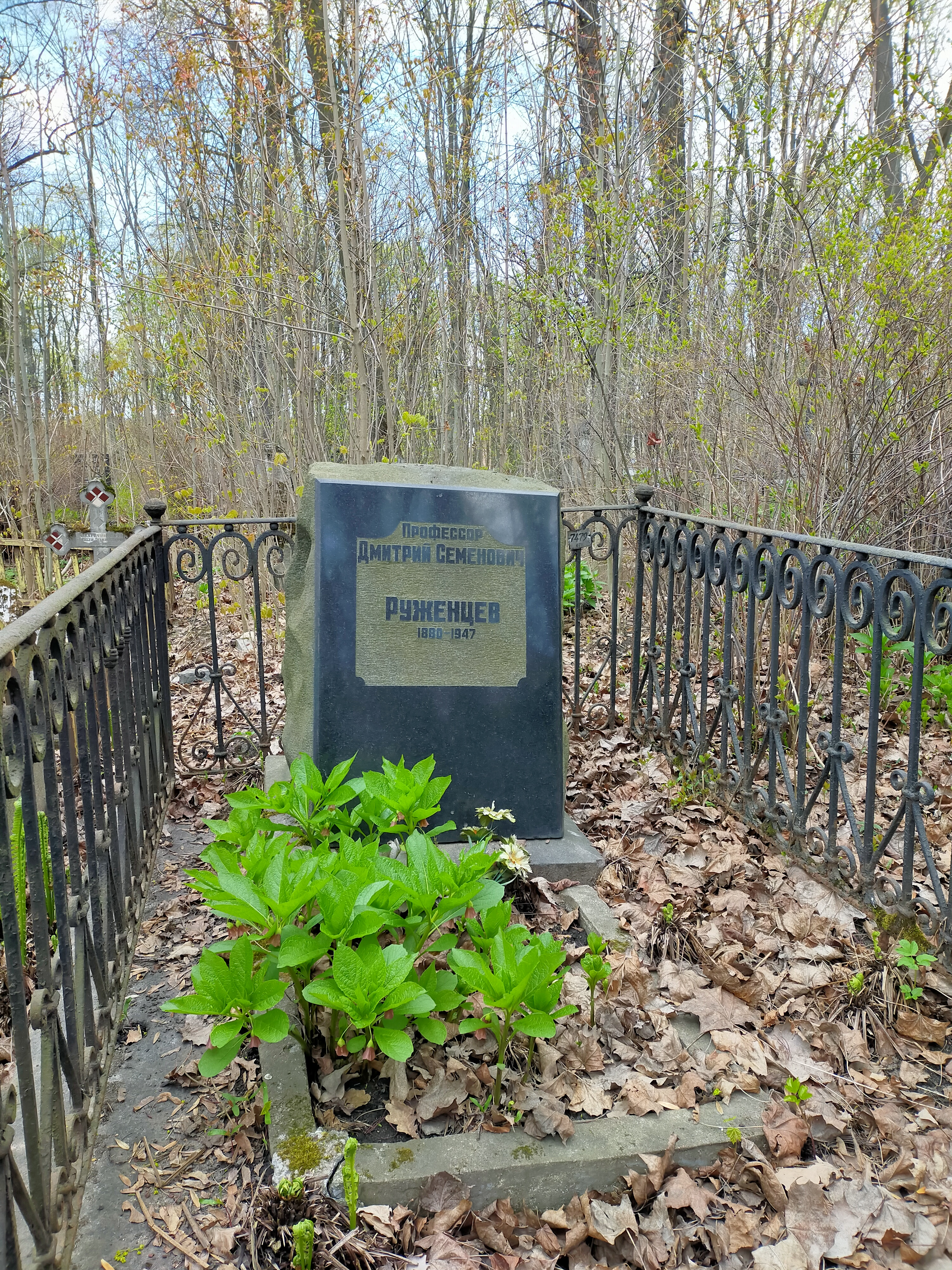
Могила Д. С. Руженцева на Волковском лютеранском кладбище

В 1919 году Руженцев был назначен помощником председателя организационного комитета для устройства Московского ветеринарного института. В октябре того же года он был избран профессором кафедры общей микробиологии в этом институте. С ноября 1921 по сентябрь 1922 года был назначен временно исполняющим обязанности директора Государственного института экспериментальной ветеринарии.
В 1925 году, при слиянии Московского и Ленинградского ветеринарных институтов, был назначен членом организационного комитета, выполнял обязанности заведующего учебной частью Ленинградского ветеринарного института, а с 1 сентября 1925 года назначен профессором кафедры общей и частной микробиологии. 29 мая 1929 года назначен на должность проректора по учебной работе ЛВИ. 10 апреля 1931 года назначен по совместительству заведующим эпизоотологическим факультетом.
В 1933 году окончил Марксистско-Ленинский университет и вступил в ряды ВКП(б).
В 1935 году Руженцев без защиты получил степень доктора наук.
Д. С. Руженцев был наставником для молодых кадров. Он подготовил целую школу учеников, большинство из которых стали крупными учёными, профессорами, доцентами и научными работниками. Опубликовал более 100 работ по инфекционным болезням.
Скончался 18 мая 1947 года в Ленинграде. Похоронен на Волковском лютеранском кладбище.